# Preisschere
Preisschere ist ein bildhafter Ausdruck aus der Wirtschaft. Er beschreibt das Auseinandergehen von Erlösen und Kosten für ein Produkt. Die Erzeugungskosten steigen, während der zu erzielende Preis des Produkts auf dem Markt (und damit der Erlös) sinkt. Dies macht die Erzeugung des Produkts zunehmend unrentabel. 
Der Begriff erscheint besonders häufig im Zusammenhang mit der europäischen Landwirtschaft, da hier europäische Produktionskosten oft gegenüber denen anderer Kontinente sehr hoch liegen und damit europäische Agrarprodukte ohne Subventionen nicht rentabel sind.